# Солифлукција
Солифлукција је течење невезаног земљаног материјала сатурисаног водом преко непропусне баријере. С обзиром да непропусни материјал, који се налази испод невезане стене, спречава слободно дренирање, то тај материјал између вегетацијског покривача и непропусног материјала постаје сатурисан. Овај облик земљаног тока везан је за климатски хладнија подручја. Чак је и блага косина осјетљива на кретање под овим условима.